# Георгсдорф
Георгсдорф (њем. Georgsdorf) општина је у њемачкој савезној држави Доња Саксонија. Једно је од 26 општинских средишта округа Графшафт Бентхајм. Према процјени из 2010. у општини је живјело 1.344 становника. Посједује регионалну шифру (AGS) 3456005.

## Географски и демографски подаци
Георгсдорф се налази у савезној држави Доња Саксонија у округу Графшафт Бентхајм. Општина се налази на надморској висини од 19 метара. Површина општине износи 19,3 km². У самом мјесту је, према процјени из 2010. године, живјело 1.344 становника. Просјечна густина становништва износи 70 становника/km².